# Saldensi
Saldensi a fost un trib geto-dacic care trăia în partea de vest a Olteniei și menționat de geograful Ptolemeu în descrierea Daciei.